# エリック・エイケン
エリック・エイケン（Eric Aiken 、1980年4月8日 - ）は、アメリカ合衆国の男性プロボクサー。オハイオ州メアリーズビル出身。元IBF世界フェザー級王者。

## 来歴
2001年1月12日、プロデビュー(3回TKO勝ち)。
2001年6月16日に早くも黒星を喫するも、第4戦目からは拠点をワシントンD.C.に移した。強打を開花させKOができるカウンターパンチャーに成長。高速連打やカウンターを武器にKOを重ねていく。
2003年12月13日、ワシントンD.C.にあるコンベンションセンターにて、6戦全勝のアグナルド・ヌーニェスと対戦した。両者が互角に試合を進め、3-0の僅差判定勝ち。ランカー候補を下して、IBFで世界ランカー入りを果たす。
2005年12月9日、ベテランのジョン・スキャルスと対戦。初回に3度ダウンを奪ってスリーダウンルールでKOが成立しスキャルスに引導を渡した。
2006年1月20日、ダービー・スマートとNABA北米フェザー級王座を賭け対戦して勝利、王座を獲得に成功。世界ランキングを上位に上げた。
2006年4月1日、元IBF世界バンタム級王者ティム・オースティンと対戦した。この試合はバンタム級の元世界王者で安定政権を築いたオースティンが優位だった。しかし序盤は互角にラウンドを取り合った。試合は動いたのは5回でオースティンはローブローで1点減点。6回に前のラウンドでの失点を挽回するため前のめりで攻め込んできたオースティンをカウンターで迎撃しぐらついたところを一気に連打で攻め込んで最後はストップを呼び込んだ。大きな勝利を得たエイケンはIBFで2位に入り、世界挑戦へチャンスをつかんだ。一方敗れたオースティンはこの試合を最後に現役を引退した。
2006年5月13日、ボストンTDガーデンにて、24戦全勝の強打者ヴァルデミール・ペレイラと対戦した。両者が試合を互角に進めていたが、5回にエイケンがダウンを奪われペレイラがペースを握り、6回と7回にペレイラがローブローで1点ずつ減点された。7回終了してのスコアは3-0とエイケンが有利だったが、スコアが僅差と中差(66-65が2者、66-63)と拮抗していた。8回ペレイラがこの試合3回目のローブローで減点。もろに受けたエイケンはその場で休息を与えられ、レフェリーが3回目のローブローが故意によるものと判定し試合はストップ。結果ペレイラが反則負けになり、エイケンは意外な形で世界王座獲得に成功した。
2006年9月2日、ロサンゼルスステイプルズ・センターにて、IBF世界同級11位で後に4階級制覇を達成するロバート・ゲレーロと初防衛戦に臨んだ。試合は挑戦者ゲレーロがパワーと手数で試合を支配しエイケンを圧倒。攻めあぐねているうちに北米王座で安定政権を作ったきっかけになったフットワークな動きと右ストレートに苦戦。結果8回終了時にぼろぼろに打ち込まれたエイケンを見たセコンドが棄権を申請。自身初のKO(TKO)負けを喫し、王座から陥落した。
再起戦は三者三様のドローで終わり、自分のボクシングスタイルが崩れてしまい2007年11月12日、南アフリカエンペラーズパレスにて、IBO世界フェザー級王者トーマス・ムシャバと対戦した。IBOで2階級制覇(スーパーバンタム級、フェザー級)を達成しているムシャバを相手にIBOで再度世界王座を獲得して浮上を狙っていたが、9回レフェリーストップで王座獲得に失敗した。
2008年2月1日、モンティ・メサ・クレイと対戦し、7回39秒KO負けを喫し、IBFランキングから転落。ノーランカーになったエイケンはボクシングスタイルを見失い現役を引退。
2011年9月10日、10戦全勝のトッド・ウィルソンと対戦し、0-3の判定負け。
2012年5月5日、元2階級制覇王者であるラファエル・マルケスと対戦した。序盤からマルケスペースでロープ際まで追い詰められ連打でダウンを奪われた。最後は右フックが決まると最後はカウントアウトで世界ランカー復帰ならず。
2012年11月1日、ワシントンヒルトンにて、バヤン・ジャガールと対戦し、1回2分24秒TKO負け。

## 獲得タイトル
- NABA北米フェザー級王座
- 第19代IBF世界フェザー級王座（防衛0）